# Frédéric Van De Voorde
Frédéric Edouard Van de Voorde (Menen, 31 augustus 1860 - 23 januari 1924) was een Belgisch senator.

## Levensloop
Van de Voorde was vakbondssecretaris.
In 1921 werd hij verkozen tot katholiek senator voor het arrondissement Kortrijk en vervulde dit mandaat tot aan zijn dood.